# 30197 Nickbadyrka
30197 Nickbadyrka este un asteroid din centura principală de asteroizi.

## Descriere
30197 Nickbadyrka este un asteroid din centura principală de asteroizi. A fost descoperit pe 7 aprilie 2000 la Socorro, New Mexico, în cadrul proiectului LINEAR. Asteroidul prezintă o orbită caracterizată de o semiaxă mare de 2,31 ua, o excentricitate de 0,03 și o înclinație de 4,5° în raport cu ecliptica.